# John Brosnan
John Raymond Brosnan (geboren am 7. Oktober 1947 in Perth; gestorben vermutlich am 8. April, Feststellung des Todes am 11. April 2005 in Harrow, London) war ein australischer Schriftsteller, der neben Science-Fiction und Fantasy auch Sachbücher über Filme und Kino schrieb. Zusammen mit anderen Autoren veröffentlichte er unter den Gemeinschaftspseudonymen James Blackstone, Simon Ian Childer, Harry Adam Knight und John Raymond.

## Leben
Geboren in Perth im Westen Australiens, zog Brosnan Ende der 1960er Jahre in Sydney und ging 1970 nach London, wo er für den Rest seines Lebens blieb. Ab 1972 veröffentlichte er erste Science-Fiction-Erzählungen in Magazinen, 1981 erschien sein erster Roman Skyship. Zuvor schon hatte er eine Reihe von Filmbüchern verfasst, darunter James Bond in the Cinema (1972) und Future Tense. The Cinema of Science Fiction (1978), im gleichen Jahr mit dem Eaton Award als bestes Sachbuch ausgezeichnet. Außerdem schrieb Brosnan einen Großteil der Filmartikel in der ersten Ausgabe der Encyclopedia of Science Fiction (1979). Brosnan ist Autor von rund zwei Dutzend Romane, einige davon in Kollaboration mit Leroy Kettle verfasst. Der bekannteste dieser leicht ironischen Horror-SF-Romane ist Bedlam (1992), der 1994 als Beyond Bedlam verfilmt wurde. Auch Slimer (1983 mit Leroy Kettle) und Carnosaur (1984) wurden verfilmt (Slimer 1995 als Proteus, deutscher Titel Proteus – Das Experiment; Carnosaur 1993 als Carnosaurus).
Zu seinen ambitionierteren, oft anspielungsreich Stereotypen des Genres zitierenden Werken zählt die Skylords-Trilogie, die in einer postapokalyptischen Welt nach den Gen-Kriegen handelt, die von Kriegsherren in meilenlangen Luftschiffen beherrscht wird, und als die Himmelsherren-Trilogie auch ins Deutsche übersetzt wurde. Weiterhin der Roman Mothership mit einer feudalen Welt, die sich an Bord eines Generationenschiffes entwickelt hat. Die Fortsetzung Mothership Awakening konnte Brosnan nicht mehr fertigstellen. Auch die beiden Romane der humoristischen Fantasy-Serie Anderwelt erschienen in Übersetzung.
Brosnan starb 2005 infolge einer akuten Bauchspeicheldrüsenentzündung, vermutlich im Schlaf einige Tage vor dem 11. April, als er von Freunden vermisst und sein Leichnam in seiner Wohnung gefunden wurde.

## Bibliografie
Sky Lords
- 1 The Sky Lords (1988)
  - Deutsch: Die Macht der Himmelsherren. Übersetzt von Rosemarie Hundertmarck. Heyne SF & F #5010, 1993, ISBN 3-453-06594-8.
- 2 War of the Sky Lords (1989)
  - Deutsch: Der Krieg der Himmelsherren. Übersetzt von Rosemarie Hundertmarck. Heyne SF & F #5011, 1993, ISBN 3-453-06595-6.
- 3 The Fall of the Sky Lords (1991)
  - Deutsch: Der Sturz der Himmelsherren. Übersetzt von Rosemarie Hundertmarck. Heyne SF & F #5012, 1993, ISBN 3-453-06596-4.

Damned & Fancy / Anderwelt
- 1 Damned & Fancy (1995)
  - Deutsch: Verflixt und zugehext. Übersetzt von Thomas Hag. Heyne Allgemeine Reihe #10051, 1996, ISBN 3-453-11648-8. Auch als: Verflixt und zugenäht. In: John Brosnan: Anderwelt. 2005.
- 2 Have Demon, Will Travel (1996)
  - Deutsch: Hokuspokus Hexenkuß. Übersetzt von Thomas Hag. Heyne Allgemeine Reihe #10483, 1997, ISBN 3-453-13065-0.

Deutsche Sammelausgabe:
- Anderwelt. Heyne SF & F #53029, 2005, ISBN 3-453-53029-2 (Sammelausgabe von 1 und 2).

Mothership
- 1 Mothership (2004)
- 2 Mothership Awakening (nicht erschienen)

Einzelromane
- Skyship (1981)
- The Midas Deep (1983)
- Slimer (1983; mit Leroy Kettle als Harry Adam Knight)
- Carnosaur (1984)
- The Fungus (1985; auch: Death Spore, 1990; mit Leroy Kettle als Harry Adam Knight)
- Tendrils (1986; mit Leroy Kettle als Simon Ian Childer)
- Torched! (1986; mit John Baxter als James Blackstone)
- Worm (1987)
- Bedlam (1992; mit Leroy Kettle als Harry Adam Knight)
- The Opoponax Invasion (1993)

Kurzgeschichten
1972:
- The Bethlehem File (in: Macrocosm, Summer 1972)

1975:
- Conversation on a Starship in Warpdrive (1975, in: Philip Strick (Hrsg.): Antigrav)

1976:
- The Junk Shop (1976, in: S.F. Digest #1; auch: Junk Shop, 1983)

1986:
- The One and Only Tale from The White Horse (in: Interzone, #15 Spring 1986)

1989:
- An Eye in Paradise (in: Interzone, #27 January-February 1989)

2013:
- Barry McKenzie Meets Jerry Cornelius (2013, in: Raucous Caucus, #2)

Sachliteratur
- James Bond in the Cinema. Tantivy Press, London 1972, ISBN 0-900730-47-1.
- Movie Magic: The Story of Special Effects in the Cinema. Macdonald and Jane’s, London 1974, ISBN 0-356-04699-0.
- The Horror People. Macdonald and Jane’s, London 1976, ISBN 978-0-356-08394-0.
- Future Tense. The Cinema of Science Fiction.  Macdonald and Jane’s, London 1978, ISBN 0-312-31488-4.
- The Primal Screen: A History of Science Fiction Film. Little Brown & Co, Boston 1995, ISBN 0-316-10692-5.

als Herausgeber
- Tree Rot Too (Ausgabe des Magazins True Rat, 1974; mit Leroy Kettle)